# Nukleinsyre
En nukleinsyre (også kaldet kernesyre) er en biologisk polymer der er opbygget af nukleotider. De mest almindelige nukleinsyrer er deoxyribonukleinsyre (DNA) og ribonukleinsyre (RNA) som findes i alle levende celler og vira.
Nukleinsyrerne er polymerer hvis monomere bestanddele kaldes nukleotider. Et nukleotid består af en pentosesukker (deoxyribose eller ribose, et femledet cyklisk sukkermolekyle), en heterogen nitrogenholdig base, som enten er en purin eller en pyrimidin, samt en fosfatgruppe. Sukkergruppen i nukleotidet varierer mellem forskellige typer af nukleinsyrer, således er det 2-deoxyribose i DNA og ribose i  RNA . Baserne kan også variere, DNA indeholder f.eks. thymin, hvor RNA har uracil, mens andre baser som adenin, guanin og cytosin findes i både DNA og RNA. Et basepar er altid en pyrimidin og en purin, parret er bestemt af antallet af hydrogenbindinger: to hydrogenbindinger mellem thymin eller uracil og adenin og tre mellem cytosin og guanin.
Nukleinsyrer kan være enten enkeltstrengede eller dobbeltstrengede. RNA er typisk enkeltstrenget, mens DNA er dobbeltstrenget. RNA er dog tit foldet således at der dannes lokale dobbeltstrengede regioner. Dobbeltstrengede nukleinsyrer holdes sammen v.hj.a. hydrogenbindinger i mellem baserne. Nogle viras genomer består af enkeltstrenget DNA.

## DNA
DNA udgør en organismes arvemasse, dvs. DNA er den komplette genetiske information organiseret som ekstremt langstrakte molekyler i kromosomer. Arvemassen betegnes også som organismens genom og koden udgøres af basesekvensen, dvs. rækkefølgen af baserne i DNA.

## RNA
RNA har mange funktioner i organismen, hvilket afspejler sig i mange forskellige typer RNA: mRNA (messenger RNA), tRNA (transfer RNA), rRNA (ribosomalt RNA), snRNA (small nuclear RNA)og ikke-kodende RNA. I modsætning til DNA er RNA meget mindre molekyler, men også meget forskellige i størrelsen. Også i modsætning til DNA er RNA ofte enkeltstrenget, men stykkevis parret i en dobbeltstuktur via baseparring analogt med DNA. Nogle virus har RNA som arvemasse.
Ribozymer er RNA, der kan katalysere en kemisk reaktion som et enzym. Eksempler på ribozymer er rRNA. Ribozymer har givet ophav til "RNA verdenshypotesen" om at de tidligste livsformer kunne have klaret sig med RNA som eneste katalysatorer og eneste arvemasse.

## Eksterne links og henvisninger
1. ↑  The RNA World Hypothesis